# Уползінська
Упо́лзінська (рос. Уползинская) — присілок у складі Даровського району Кіровської області, Росія. Входить до складу Лузянського сільського поселення.
Населення становить 1 особа (2010, 17 у 2002).
Національний склад станом на 2002 рік — росіяни 100 %.